# Бузинове
Бузино́ве — село Іванівської селищної громади Березівського району Одеської області в Україні. Населення становить 1777 осіб.

## Історія

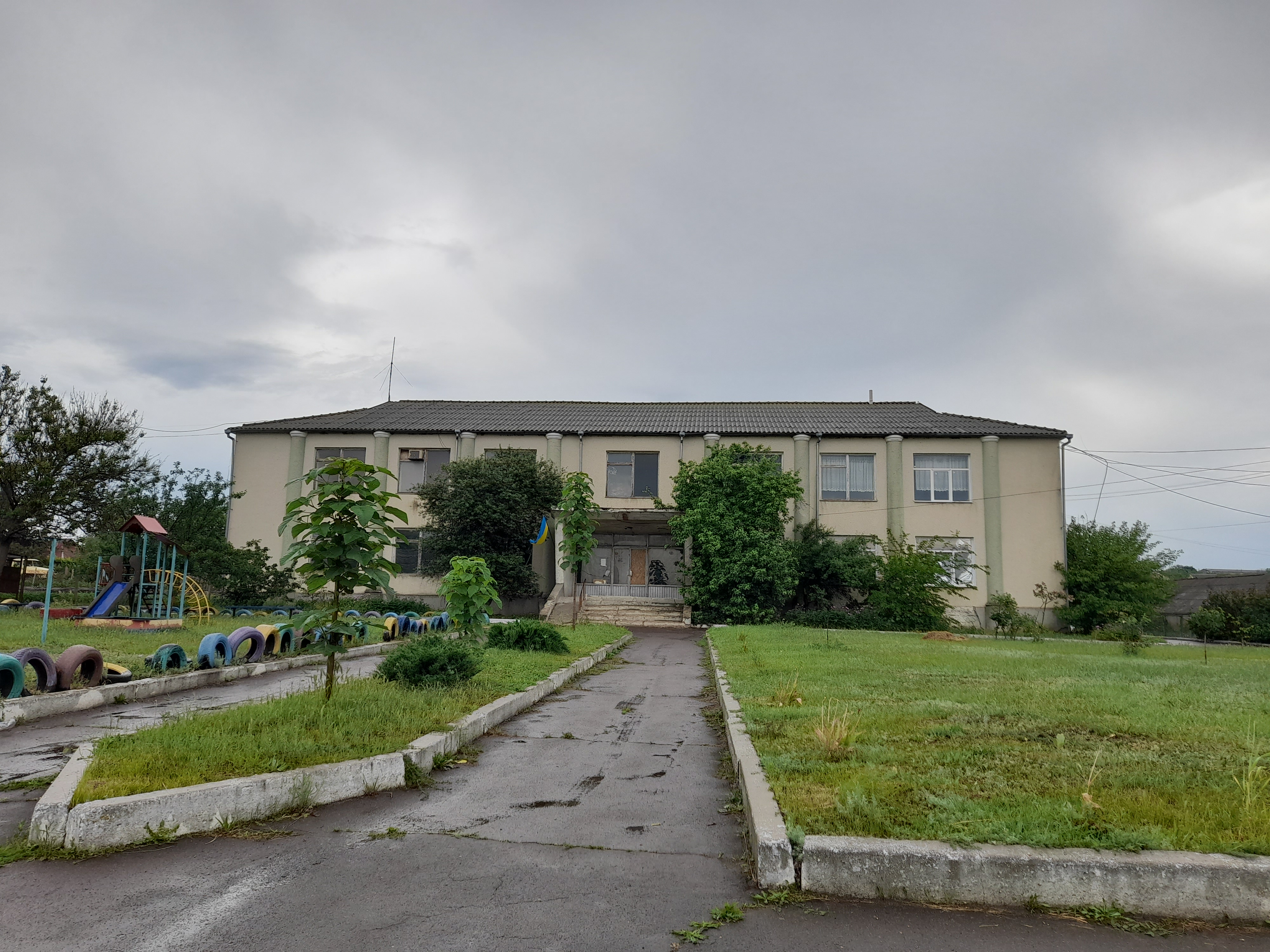
Будівля колишньої сільради

Ще за часів кріпацтва на території сучасного знаходився хутір, а пана звали Бузин. Після його смерті хутір став осередком роботи для селян, тому сюди стали прибувати люди які й залишалися тут жити.
Пізніше утворилося село, яке назвали Бузинове. Після Першої Світової війни село об'єднали з іншим невеличким селом Анастасієво. Колишню назву так і залишили (село Бузинове). Так воно зветься й донині.

## Населення

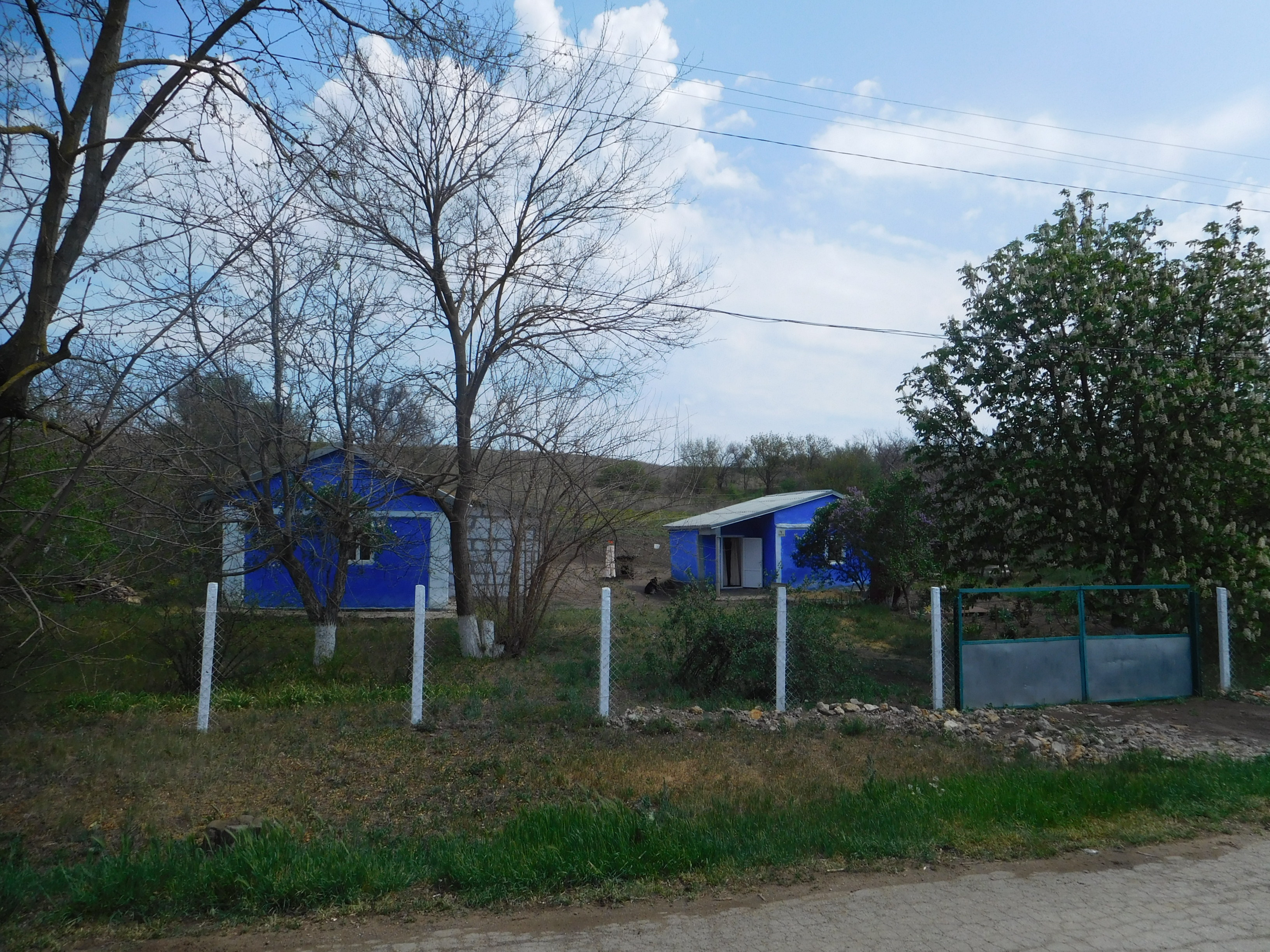
Старі будинки в селі

На 1 січня 1860 року мешкало 541 особа.
Згідно з переписом 1989 року населення села становило 1078 осіб, з яких 491 чоловік та 587 жінок.
За переписом населення 2001 року в селі мешкали 1033 особи.

### Мова
Розподіл населення за рідною мовою за даними перепису 2001 року:
| Мова       | Відсоток |
| ---------- | -------- |
| українська | 93,78 %  |
| російська  | 3,99 %   |
| болгарська | 1,02 %   |
| румунська  | 0,74 %   |
| білоруська | 0,28 %   |
| гагаузька  | 0,09 %   |